# Я родился в Москве
«Я родился в Москве» — студийный альбом российского певца Михаила Шуфутинского, выпущенный в 2001 году на лейбле JRC Records. Основные авторы альбома — Константин Арсенев и Игорь Зубков, продюсер сам Шуфутинский.

## Отзывы критиков
Алексей Мажаев из InterMedia написал: «Репертуар „Я родился в Москве“ идеально подходит для прослушивания в кабаке — чтоб в голове чуть шумело от выпитого Hennessy, чтоб в кармане перекатывались игровые фишки казино, а сбоку хихикала годящаяся во внучки блондинка в декольте. „Жизнь удалась“, — будет думать верный слушатель, глядя то на блондинку, то на представительного исполнителя в дорогом концертном костюме. Певец хрипло споёт за жизнь, ему сладковато подыграет духовая секция и где надо помогут бэк-вокалистки, чуть постарше и чуть пораздетее хихикающей блондинки из предыдущего предложения. Кроме завсегдатаев дорогих кабаков, альбом годится для тех, кто мечтает о такой жизни, но не может себе её позволить по материальным причинам. А вот людям с более высокими культурными запросами я бы эту пластинку не порекомендовал. Может, знаете ли, вытошнить, от такой, к примеру, фразы: „Ах, Шура, Шурочка/Твоя фигурочка/Погорячей горячего огня/Ой, Шура, Шурочка/Твоя прогулочка/На улице волнует так меня“. Единственное, о чём Шуфутинскому удалось спеть без фирменной вальяжной пошлости, — так это о Москве. Столице посвящены три композиции, в которых сквозь обычные покровительственные интонации можно расслышать и нотки искренней сыновней любви исполнителя к родному городу».

## Список композиций
1. «Тополя» (Константин Арсенев, Игорь Зубков) — 3:44
2. «Шарики» (Константин Арсенев, Игорь Зубков) — 3:13
3. «Музыка любви» (Константин Арсенев, Игорь Зубков) — 4:47
4. «Выйду я на палубу» (Леонид Дербенёв, Александр Морозов) — 4:01
5. «Русская осень» (Александр Вулых, Игорь Зубков) — 3:50
6. «Тройка» (Михаил Шуфутинский, Вячеслав Клименков) — 3:35
7. «Пой, скрипочка» (Анатолий Поперечный, Александр Морозов) — 4:55
8. «Тайны старой Москвы» (Константин Арсенев, Игорь Зубков) — 3:57
9. «Курортные романы» (Наталья Потемина, Вячеслав Добрынин) — 3:51
10. «Милая жена» (Константин Арсенев, Игорь Зубков) — 4:40
11. «Шура, Шурочка» (Михаил Андреев, Вячеслав Добрынин) — 4:36
12. «Я эту женщину любил» (Лилиана Воронцова, Вячеслав Добрынин) — 4:18
13. «Я родился в Москве» (Константин Арсенев, Игорь Зубков) — 3:28

## Участники записи
- Аранжировка, запись, сведение — Александр Федорков
- Аранжировка, запись, клавишные, программирование, сведение — Игорь Лалетин
- Аранжировка, запись, клавишные, сведение — Святослав Лазаров (4, 7, 10, 12)
- Аранжировка, клавишные, сведение — Игорь Зубков
- Бэк-вокал — Катя Шубкина, Игорь Зубков, Лада Колосова
- Вокал, продюсер — Михаил Шуфутинский
- Гитара — Алексей Мостепан (4, 7, 10, 12), Владимир Васильев
- Саксофон — Владимир Пресняков
- Сведение — Михаил Саламов
- Скрипка — Юрий Луцейко
- Тромбон, труба — Дмитрий Мамохин

Записано на студиях: «Салам», Тверь (1—3, 5, 8, 9, 11, 13); USMP, Голливуд (4, 7, 10, 12); «Союз-Продакшн», Москва (6).
Все данные взяты из аннотации к альбому.